# Riudoms
Riudoms è un comune spagnolo di 5 257 abitanti situato nella comunità autonoma della Catalogna famoso per aver dato i natali al beato Bonaventura da Barcellona.